# Cadena de valor
La cadena de valor és un model teòric proposat per Michael Porter en el seu llibre Competitive Advantage: Creating and Sustaining Superior Performance (1985) que serveix per descriure les activitats que desenvolupa una empresa per lliurar un producte o servei al mercat.
Cada activitat incorpora una part del valor associat al producte o servei final, així com una part del cost total. L'anàlisi de la cadena de valor permet identificar les fonts d'avantatges competitius de l'empresa i, per tant, les contribucions que generen al valor total. La desagregació de les diferents activitats de l'organització, en funció de si estan o no directament vinculades amb el procés productiu permet distingir entre activitats primàries i activitats de suport.

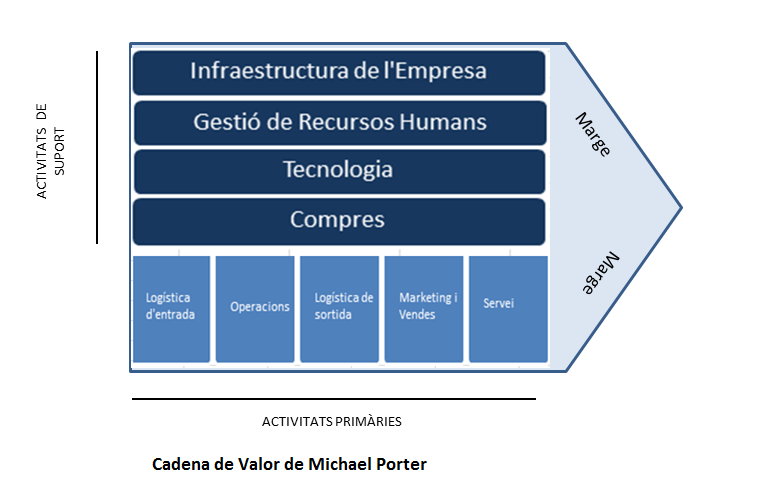
La cadena de valor

## Activitats primàries
Les activitats primàries abarquen la seqüência d'adquisició de matèries primeres, transformar-les en productes finals, amb la seva corresponent distribució, comercialització i servei postvenda. Són les següents:
- Logística d'entrada: recepció, emmagatzematge i distribució interna de matèries primeres fins a la incorporació en el procés productiu.
- Operacions: activitats relacionades amb la transformació de les matèries primeres, mà d'obra i energia en bens i serveis.
- Logística de sortida: emmagatzematge i distribució dels productes acabats.
- Màrqueting i vendes: activitats relacionades amb la promoció i venda del producte o servei.
- Servei postvenda: activitats que l'empresa ofereix als seus clients per a atendre els problemes que sorgeixen després de la venda d'un producte.

## Activitats de suport
Les activitats de suport no formen part del procés productiu bàsic, tot i que són necessàries i complementàries pel correcte desenvolupament de les activitats primàries. Les realitzen departaments especialitzats i es poden identificar en aquestes quatre:
- Infraestructura de l'empresa: Inclou la comptabilitat, les finances, planificació i control de gestió.
- Gestió de recursos humans: Coordina les diferents activitats relacionades amb les persones que formen part de l'empresa, com la selecció i contractació, formació i motivació, administració, prevenció de riscos.
- Tecnologia: Activitats per l'obtenció i desenvolupament de productes, millora de processos dins l'empresa.
- Compres: Aprovisionament de factors que són els inputs de l'activitat de l'empresa, a més a més de maquinària, infraestructures i serveis.

## Interrelacions de la cadena de valor
La cadena de valor suposa un sistema d'activitats interdependents que es relacionen mitjançant nexes o baules de la cadena, que suponen una relació entre la forma com s'executa l'activitat i el cost o aplicació de l'altra. L'avantatge competitiu es genera tant com a fruit d'una activitat concreta com també de les interrelacions generades entre les activitats de la cadena de valor i ho fan de dues formes:
- Optimització: la millora en el procés d'una activitat pot permetre reducció de costos en d'altres. Per exemple, una millora en control de qualitat en el procés de producció es reflectirà en una reducció en els costos del servei de postvenda.
- Coordinació: la capacitat de coordinació de les baules reduirà costos o genera una diferenciació.

Els tipus de baules poden ser:
- Baules horitzontals: interrelacions entre activitats de la mateixa cadena de l'empresa. Els més comuns són els nexes entre les activitats de suport i les primàries, com pot ser la repercussió que té el disseny del producte en el cost de fabricació o bé l'activitat d'aprovisionament segons la qualitat de la materia primera afecta el procés de producció.

- Baules verticals: interrelacions de la cadena de valor de l'empresa amb les dels seus proveïdors i clients. El sistema d'organització de producció anomenat just in time  exigeix una coordinació entre les activitats de logistica d'entrada, producció i els proveïdors que permet una reducció dels inventaris i, per tant, els costos d'aquests inventaris.

- Baules transversals: interrelacions entre activitats de la cadena de valor del negoci i altres cadenes de valor d'altres negocis de la mateixa empresa.

## La cadena de valor i l'avantatge competitiu
En termes competitius, el valor és l'import que els compradors estan disposats a pagar pel producte o servei que l'empresa els ofereix, es mesura pels ingressos totals obtinguts. Es crea valor agregat quan la contribució del comprador excedeix el cost total de totes les activitats de la cadena.